# موش شانه
موش شانه (نام علمی: Ctenodactylidae) نام یک تیره از راسته جوندگان است.